# Anders (Different)
Anders (Different) is het zevende album van de Nederlandse rapformatie De Jeugd van Tegenwoordig. Het album verscheen op 9 november 2018.

## Tracklist
| Nr. | Titel                            | Lengte |
| --- | -------------------------------- | ------ |
| 1   | Ik Kwam Haar Tegen In De Moshpit | 3:38   |
| 2   | Let The Tits Out                 | 3:38   |
| 3   | Alles In Het Rood                | 1:28   |
| 4   | Middeleeuwen                     | 2:51   |
| 5   | Lieve Nigga                      | 3:07   |
| 6   | Smokinsippin                     | 2:03   |
| 7   | Cru                              | 1:44   |
| 8   | Hiero                            | 2:35   |
| 9   | De Kaastoren Van Babylon         | 3:53   |
| 10  | Rattengif                        | 3:22   |
| 11  | De Code                          | 3:36   |
| 12  | Hocus Pocus                      | 4:02   |

### Clips
- - Ik Kwam Haar Tegen In De Moshpit -2018
  - Let The Tits Out -2018